# The Rutles

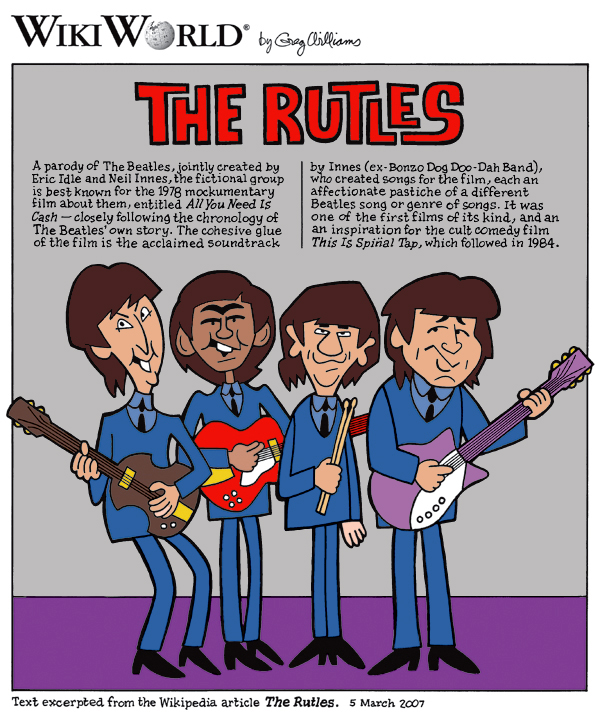
The Rutles par Greg Williams pour WikiWorld

The Rutles est un groupe de pop rock britannique fictif, né dans un feuilleton de télévision. Ils s'évertuent à parodier en tous points les Beatles.
Une première expérience voit le jour en 1976 dans un sketch des Monty Python : un groupe appelé Rutland Stones interprète une chanson intitulée I Must Be In Love en imitant les Beatles.
Devant le succès obtenu, Eric Idle et Neil Innes reprennent cette idée en 1977 pour les besoins d'émissions télévisées pour la BBC, et inventent les Rutles. Le groupe, censé être de Liverpool, est composé de Ron Nasty (Neil Innes), Dirk McQuickly  (Eric Idle et Ollie Halsall), Stig O'Hara (Ricky Fataar) et Barry Wom (John Halsey).
En 1978 sort le film The Rutles : All You Need Is Cash dans lequel Mick Jagger et Paul Simon jouent leur propre rôle, et George Harrison (l'un des membres des Beatles) celui d'un journaliste. Bianca Jagger, Dan Aykroyd, John Belushi, Ron Wood, Bill Murray, et Michael Palin y font aussi des apparitions.
L'album The Rutles est édité par Warner. On y trouve des chansons au titres évocateurs : Hold My Hand, Love Life, Ouch!, Cheese And Onions, Another Day. Musicalement très proches de celles des Beatles, ce ne sont pas pour autant de simples copies, mais des compositions originales. Toutes les chansons sont composées par Neil Innes.
En 1996, Idle fait sortir chez Virgin Records un nouvel album, Archaeology, pour imiter The Beatles Anthology.
Une suite du film, The Rutles 2: Can't Buy Me Lunch, est tournée en 2002.
Tandis que Neil Innes joue dans Magical Mystery Tour , George Harrison joue dans le film La Vie de Brian (des Monty Python). Il a même produit ce dernier film.